# BIG4 (テニス)
BIG4（ビッグ・フォー、英: Big Four）とは、男子プロテニスにおいて突出した成績を残している選手4人の総称。ロジャー・フェデラー、ラファエル・ナダル、ノバク・ジョコビッチ、アンディ・マリーを指す。

## 選手
- ロジャー・フェデラー（Roger Federer, 1981年8月8日 - ）

スイス・バーゼル出身。身長185cm、体重85kg。右利き、バックハンド・ストロークは片手打ち。
- ラファエル・ナダル（Rafael Nadal, 1986年6月3日 - ）

スペイン・マヨルカ島・マナコー出身。身長185cm、体重85kg、左利き、バックハンド・ストロークは両手打ち。
- ノバク・ジョコビッチ（Novak Đoković, 1987年5月22日 - ）

セルビア・ベオグラード出身。身長188cm、体重80kg。右利き、バックハンド・ストロークは両手打ち。
- アンディ・マリー（Andy Murray, 1987年5月15日 - ）

スコットランド・ダンブレーン出身。身長190cm、体重84kg。右利き、バックハンド・ストロークは両手打ち。

## 概要
1990年代のピート・サンプラス/アンドレ・アガシの時代、2000年代のフェデラー/ナダル2強の時代の後を受けて、2012年以降男子テニスの上位を占めるフェデラー、ナダル、ジョコビッチ、マリー4人の総称。
2011年ジョコビッチ、2012年マリーの台頭以降、それまで2強であったフェデラー、ナダルとともに、数多くの大会優勝を分け合う等4人がライバルとして上位を独占している。
2017年までに全員が世界ランク1位を経験しており、連続1位独占期間は2004年から2022年の18年間にも及んだ。また、フェデラー、ナダル、ジョコビッチの3人は四大大会及びマスターズ1000で、それぞれが歴代3傑に入る優勝回数を誇る。そして全員がオリンピックのメダルを獲得しており、マリーはシングルスで史上唯一となるオリンピック連覇を記録している。
2022年にフェデラーが引退したことで、BIG4の歴史に終止符が打たれた。

## 経歴

### 2003年以前
2000年代初頭、男子テニス界は世代交代の時期を迎えていた。2003年にピート・サンプラスが引退。テニス界はレイトン・ヒューイット、アンディ・ロディック、マラト・サフィン、フアン・カルロス・フェレーロ、そしてロジャー・フェデラーなどの「ニューボールズ世代」と呼ばれる選手たちが活躍し始めていた。

### 黎明期（2003年-2007年）
2003年、ウィンブルドンでロジャー・フェデラーがマーク・フィリプーシスをストレートで下してBIG4のグランドスラム初優勝。2004年2月2日にフェデラーがロディックを抜き世界ランキング1位に到達。これ以降現在までBIG4が1位を独占し続ける。2005年全仏オープン準決勝でラファエル・ナダルと世界1位のロジャー・フェデラーの対戦となりナダルが勝利。7月25日にはナダルがレイトン・ヒューイットを抜き世界ランク2位に到達。以後2009年8月まで2位以内を維持する。2006年全仏オープン決勝戦でナダルとフェデラーが対戦。 1-6, 6-1, 6-4, 7-6 でナダルが優勝。

### BIG4時代の幕開け（2008年-2010年）
2008年全豪オープンではジョコビッチが準決勝でフェデラーを破り、決勝ではジョー＝ウィルフリード・ツォンガを倒しグランドスラム初優勝。ナダルはベスト4。北京五輪ではナダルが男子シングルスの金メダルを、ジョコビッチは銅メダルを獲得。フェデラーはベスト8。全米オープンではBIG4が初のベスト4を独占。その中でアンディ・マリーが初のグランドスラム決勝進出。フェデラーVSマリーとなった決勝は6-2, 7-5, 6-2 でフェデラーが勝利。対マリー戦の連敗を止めて大会5連覇。ナダル・ジョコビッチはベスト4。9月8日にはマリーがダビド・フェレール、ニコライ・ダビデンコを抜き世界ランク4位に到達。初のBIG4世界ランキング1位から4位独占となる。2010年ATPワールドツアー・ファイナルズに全員出場。ファイナルズ初のベスト4に全員進出する。

### BIG4全盛期（2011年-2013年）
2011年全仏オープン・全米オープン、2012年全豪オープンではベスト4全員がBIG4になる。また2011年の4大大会決勝進出者は全員BIG4。初のマスターズ1000全大会制覇＆4人全員が優勝を果たす。2012年も4大大会の決勝進出者が全員BIG4であり全豪ジョコビッチ、全仏ナダル、ウィンブルドンフェデラー、全米マリーとBIG4の4人全員がグランドスラムを制覇する。また、ロンドン五輪でもマリーが金メダル、フェデラーが銀メダルを獲得した。2013年はフェデラーが優勝できなかったもののマスターズ1000をすべてBIG4が制覇する。

### 盤石期（2014年-2017年）
2014年、全豪オープンではスタニスラス・ワウリンカが決勝でナダルを倒し優勝。17大会4年半ぶりとなるBIG4以外での優勝となった。全米オープンではマリン・チリッチと錦織圭の決勝となり39大会ぶりにBIG4が決勝進出を果たせなかった。年内2GSを落としたのは、2003年以来となった。
2015年全豪オープンでマリーが決勝に進出したことで2013年6月以来約1年7ヵ月ぶりに世界ランキング1位から4位をBIG4が独占することとなった。結果はジョコビッチが3-1でマリーを破り2年ぶり5度目のBIG4の40勝目の優勝を飾った。2015年全仏オープンでは決勝でワウリンカがジョコビッチを3-1で下し、マラト・サフィン以来のBIG4以外でのグランドスラム複数優勝者となった。また、ナダルも全仏での2敗目を喫した。
2016年全仏オープンでは決勝でジョコビッチとマリーが対戦し、ジョコビッチが3-1で勝利。ジョコビッチは自身初の全仏優勝、また、キャリアグランドスラムを達成した。ウィンブルドンではマリーが3年ぶりの優勝。リオ五輪ではマリーが男子史上初の五輪連覇を果たした。さらに、11月にはマリーが初めて世界ランク1位となった。これによりBIG4全員が世界ランク1位在位者となった。また、マリーはATPファイナルズも制し、年間1位にもなった。一方、後半戦にはフェデラーやナダルが離脱し、全米オープンではワウリンカがジョコビッチを下してグランドスラム3勝目を挙げた。
2017年、全豪オープンでは怪我から復帰したフェデラーとナダルが決勝まで進出し、フェデラーが3-2で勝利。グランドスラム歴代最多18回目の優勝を果たした。全仏オープンでは、ナダルがラ・デシマ（スペイン語でV10）を達成。ウィンブルドンはフェデラー、全米オープンはナダルが優勝を果たし、2017年は全豪・ウィンブルドンをフェデラー、全仏・全米をナダルが制し復帰した二人が四大大会を分け合うこととなった。特に、ナダルの全仏とフェデラーの全英は、ともに全試合ストレート勝利の圧巻さで、全仏のV10はGS史上初、全英の35歳優勝は史上最年長など、記録づくめでもあった。対照的に、ジョコビッチとマリーは怪我のため、シーズン後半はツアーから離脱することとなった。また、マスターズ1000やツアーファイナルズではBIG4以外の優勝者が複数出るなど、少し時代の変化を感じさせるシーズンとなった。

### BIG3時代（2018年-2021年）
2018年、全豪オープンではフェデラーがチリッチに3-2で勝利し、男子史上初となるグランドスラム20勝目の大台を達成。さらに、2月19日付で5年3ヶ月ぶり、歴代最年長36歳6ヶ月での世界ランキング1位復帰を果たした。全仏オープンではナダルがドミニク・ティームに3-0で勝利しウンデシマ（スペイン語でV11）を達成。ウィンブルドンでは準決勝で怪我から復帰してきたジョコビッチが2日間に亘るナダルとの大激闘を6-4, 3-6, 7-6, 3-6, 10-8で制して決勝進出。決勝ではケビン・アンダーソンをストレートで下してウィンブルドンを制した。ウエスタン・アンド・サザン・オープンでジョコビッチが決勝でフェデラーを下したことでジョコビッチは男子シングルス史上初となるキャリア・ゴールデン・マスターズ（マスターズ9大会全制覇）を達成。全米オープンでもジョコビッチが勝ち上がり、決勝でフアン・マルティン・デル・ポトロを下し、グランドスラム通算14回目となる優勝を飾った。
2019年初めに股関節の故障に苦しむマリーが現役引退を示唆したこともあり、マリーを除いた3人をBIG3とする呼称が定着しだす。全豪オープンの決勝はジョコビッチとナダルの対戦となり、ジョコビッチが優勝した。全仏オープンではフェデラーとナダルが準決勝で対戦しナダルが勝利。ジョコビッチを破ったティエムとの決勝も制し、大会連覇でV12に。ウィンブルドンでも準決勝でフェデラーとナダルが対決。結果はフェデラーの勝利となり、ジョコビッチの待つ決勝に駒を進めた。迎えた決勝は7-6, 1-6, 7-6, 4-6でフルセットに突入すると、最終セットは12-12まで決着がつかず、本大会で初めて最終セットタイブレークに縺れ込んだ。結果は7-3でジョコビッチが勝利。4時間56分の激闘の末、大会連覇を果たした。全米オープンではナダルが新鋭ダニール・メドベージェフを下して優勝。マリーも人工股関節を導入して復帰し、ATP250大会では優勝もあった。
2020年は全豪オープンでジョコビッチが最多8度目の優勝を飾り、1位に返り咲く。その後は3月より新型コロナウイルス感染症流行の影響でツアーが約5か月中断に。この期間中にフェデラーが膝の再手術でシーズン離脱を発表。再開後もジョコビッチの勢いは続き、ウエスタン・アンド・サザン・オープンを制して「ダブルゴールデンマスターズ」を記録した。全米オープンはドミニク・ティームが4年ぶりにBIG4以外のグランドスラム優勝を果たした。それでも直後のBNLイタリア国際はジョコビッチが制し、全仏オープンはナダルが決勝でジョコビッチを下して通算13度目の制覇を果たすとともに、同大会通算100勝目に到達した。
2021年全豪オープンはジョコビッチが優勝。3月8日付けのATPランキングで1位の在位期間を通算311週に伸ばし、フェデラー（310週）が持つ歴代最長1位在位記録を更新した。ジョコビッチの勢いはとどまるころを知らず、全仏オープンとウィンブルドン選手権も制し、52年ぶりの「ダブルグランドスラム」を成し遂げた。しかし、全仏後にナダルが、全英後にフェデラーが離脱し、ジョコビッチもオリンピックと全米オープンでは敗れてしまった。オリンピックをBIG4以外が制するのは4大会ぶりだった。ジョコビッチはこの年、全豪、全仏、ウィンブルドンで優勝し、全米オープンでも決勝まで進出し、1969年のロッド・レーバー以来の年間グランドスラムに王手をかけたが、ダニール・メドベージェフに敗れた。それでも、ジョコビッチは年間1位になり、サンプラスを抜いて歴代最多記録となる7度目を記録した。

### BIG4時代の終焉と新時代 （2022-2024年）
2022年全豪オープンは、ジョコビッチとフェデラー不在の中でナダルが制し、こちらも「ダブルグランドスラム」を達成した。しかし、昨季の全米V、今季の全豪準Vのダニール・メドベージェフがポイントを稼ぐと、2月末にはジョコビッチの世界1位陥落が確定した。BIG4以外の1位は18年ぶりという譲位になった。さらに、6月にはジョコビッチが3位になり、これもまた18年ぶりにトップ2からBIG4が外れた。ただし、全仏オープンはナダルが、ウィンブルドン選手権はジョコビッチが優勝している。全米オープンでは19歳のカルロス・アルカラスが優勝し、メドベージェフに代わって史上初の10代での世界ランク1位となった。アルカラスは、史上最年少年間1位も達成した。
9月15日、フェデラーがこの年のレーバーカップをもって引退することを表明。大会にはBIG4が揃い踏みで同じチームで参戦した。フェデラーは初日第4試合のダブルスにナダルとペアを組み出場し、25年間のプロ生活に幕を下ろした。これにより、BIG4の歴史は一つの節目を迎えた。
2023年、全豪オープンはジョコビッチが制し、グランドスラム大会の優勝回数でナダルに並ぶとともに、単一のグランドスラム大会での二桁勝利を記録した。また、全仏オープンでも優勝したことで、男子におけるグランドスラム大会の最多優勝回数を更新し、史上初のトリプルグランドスラム達成者となった。ウィンブルドン選手権ではアルカラスに敗れて2002年以来となるBIG4以外の優勝者を許したが、全米オープンは優勝した。ATPファイナルズも制し、年間1位に返り咲いた。一方、ナダルは故障で長期離脱し、約18年ぶりのトップ10圏外と約20年ぶりのトップ100圏外となった。
2024年、ジョコビッチがパリオリンピックでアルカラスを破って金メダルを獲得、ナダルに次ぐキャリアゴールデンスラムを達成した。しかし、全豪オープンと全米オープンはヤニック・シナーが、全仏オープンとウィンブルドンはアルカラスが優勝し、2002年以来22年ぶりにBIG4がグランドスラムで優勝できなかった年となった。またATPファイナルズもジョコビッチが欠場を表明し、23年ぶりにBIG4のいないファイナルズとなり、ATPマスターズ1000も23年ぶりにBIG4の優勝がなかった。さらに、マリーはパリオリンピックで、ナダルはデビスカップで引退し、転換点となる年だった。

### 2025年以降
2024年11月にマリーがジョコビッチのコーチに就任した。
全豪オープンではジョコビッチは準々決勝でアルカラスを破るも、準決勝第1セット終了時に棄権した。

## 4大大会決勝成績

### 個人成績
|              | 決勝進出回数 | 勝敗     | 決勝での勝率 | (内BIG4同士) |
| ------------ | ------------ | -------- | ------------ | ------------ |
| フェデラー   | 31回         | 20勝11敗 | 勝率65%      | (7勝10敗)    |
| ナダル       | 30回         | 22勝8敗  | 勝率73%      | (11勝7敗)    |
| ジョコビッチ | 37回         | 24勝13敗 | 勝率65%      | (13勝8敗)    |
| マリー       | 11回         | 3勝8敗   | 勝率27%      | (2勝8敗)     |

- フェデラーは、2004年/2006年/2007年に4大大会3冠を達成したが、2004年全仏オープンは3回戦で「全仏3回優勝のクエルテン」、2006年/2007年は全仏オープン決勝で「ナダル」に敗れ、年間グランドスラムを逃している。
- ナダルは、2010年に4大大会3冠を達成したが、全豪オープン準々決勝で「マリー」相手に怪我で途中棄権し、年間グランドスラムを逃している。
- ジョコビッチは、2011年/2015年/2021年/2023年に4大大会3冠を達成したが、2011年全仏オープン準決勝で「フェデラー」、2015年全仏オープン決勝戦で「ワウリンカ」、2021年全米オープン決勝戦で「メドベージェフ」、2023年ウィンブルドン選手権決勝戦で「アルカラス」に敗れ年間グランドスラムを逃している。ただし、2015年ウィンブルドンから2016年全仏オープンまでの年をまたいだグランドスラム4連勝を記録している。

### BIG4同士の4大大会決勝対戦成績
|              | フェデラー | ナダル | ジョコビッチ | マリー | 計       |
| ------------ | ---------- | ------ | ------------ | ------ | -------- |
| フェデラー   | ―          | 3勝6敗 | 1勝4敗       | 3勝0敗 | 7勝10敗  |
| ナダル       | 6勝3敗     | ―      | 6勝4敗       | 0勝0敗 | 12勝7敗  |
| ジョコビッチ | 4勝1敗     | 4勝6敗 | ―            | 5勝2敗 | 13勝9敗  |
| マリー       | 0勝3敗     | 0勝0敗 | 2勝5敗       | ―      | 2勝8敗   |
| 計           | ―          | ―      | ―            | ―      | 34勝34敗 |

（2020年全仏オープン終了時）
| 年     | 大会           | 優勝者               | 準優勝               | スコア                    |
| ------ | -------------- | -------------------- | -------------------- | ------------------------- |
| 2006年 | 全仏オープン   | ラファエル・ナダル   | ロジャー・フェデラー | 1-6, 6-1, 6-4, 7-6        |
| 2006年 | ウィンブルドン | ロジャー・フェデラー | ラファエル・ナダル   | 6-0, 7-6, 6-7, 6-3        |
| 2007年 | 全仏オープン   | ラファエル・ナダル   | ロジャー・フェデラー | 6-3, 4-6, 6-3, 6-4        |
| 2007年 | ウィンブルドン | ロジャー・フェデラー | ラファエル・ナダル   | 7-6, 4-6, 7-6, 2-6, 6-2   |
| 2007年 | 全米オープン   | ロジャー・フェデラー | ノバク・ジョコビッチ | 7-6, 7-6, 6-4             |
| 2008年 | 全仏オープン   | ラファエル・ナダル   | ロジャー・フェデラー | 6-1, 6-3, 6-0             |
| 2008年 | ウィンブルドン | ラファエル・ナダル   | ロジャー・フェデラー | 6-4, 6-4, 6-7, 6-7, 9-7   |
| 2008年 | 全米オープン   | ロジャー・フェデラー | アンディ・マリー     | 6-2, 7-5, 6-2             |
| 2009年 | 全豪オープン   | ラファエル・ナダル   | ロジャー・フェデラー | 7-5, 3-6, 7-6, 3-6, 6-2   |
| 2010年 | 全豪オープン   | ロジャー・フェデラー | アンディ・マリー     | 6-3, 6-4, 7-6             |
| 2010年 | 全米オープン   | ラファエル・ナダル   | ノバク・ジョコビッチ | 6-4, 5-7, 6-4, 6-2        |
| 2011年 | 全豪オープン   | ノバク・ジョコビッチ | アンディ・マリー     | 6-4, 6-2, 6-3             |
| 2011年 | 全仏オープン   | ラファエル・ナダル   | ロジャー・フェデラー | 7-5, 7-6, 5-7, 6-1        |
| 2011年 | ウィンブルドン | ノバク・ジョコビッチ | ラファエル・ナダル   | 6-4, 6-1, 1-6, 6-3        |
| 2011年 | 全米オープン   | ノバク・ジョコビッチ | ラファエル・ナダル   | 6-2, 6-4, 6-7, 6-1        |
| 2012年 | 全豪オープン   | ノバク・ジョコビッチ | ラファエル・ナダル   | 5-7, 6-4, 6-2, 6-7, 7-5   |
| 2012年 | 全仏オープン   | ラファエル・ナダル   | ノバク・ジョコビッチ | 6-4, 6-3, 2-6, 7-5        |
| 2012年 | ウィンブルドン | ロジャー・フェデラー | アンディ・マリー     | 4-6, 7-5, 6-3, 6-4        |
| 2012年 | 全米オープン   | アンディ・マリー     | ノバク・ジョコビッチ | 7-6, 7-5, 2-6, 3-6, 6-2   |
| 2013年 | 全豪オープン   | ノバク・ジョコビッチ | アンディ・マリー     | 6-7, 7-6, 6-3, 6-2        |
| 2013年 | ウィンブルドン | アンディ・マリー     | ノバク・ジョコビッチ | 6-4, 7-5, 6-4             |
| 2013年 | 全米オープン   | ラファエル・ナダル   | ノバク・ジョコビッチ | 6-2, 3-6, 6-4, 6-1        |
| 2014年 | 全仏オープン   | ラファエル・ナダル   | ノバク・ジョコビッチ | 3-6, 7-5, 6-2, 6-4        |
| 2014年 | ウィンブルドン | ノバク・ジョコビッチ | ロジャー・フェデラー | 6-7, 6-4, 7-6, 5-7, 6-4   |
| 2015年 | 全豪オープン   | ノバク・ジョコビッチ | アンディ・マリー     | 7-6, 6-7, 6-3, 6-0        |
| 2015年 | ウィンブルドン | ノバク・ジョコビッチ | ロジャー・フェデラー | 7-6, 6-7, 6-4, 6-3        |
| 2015年 | 全米オープン   | ノバク・ジョコビッチ | ロジャー・フェデラー | 6-4, 5-7, 6-4, 6-4        |
| 2016年 | 全豪オープン   | ノバク・ジョコビッチ | アンディ・マリー     | 6-1, 7-5, 7-6             |
| 2016年 | 全仏オープン   | ノバク・ジョコビッチ | アンディ・マリー     | 3-6, 6-1, 6-2, 6-4        |
| 2017年 | 全豪オープン   | ロジャー・フェデラー | ラファエル・ナダル   | 6-4, 3-6, 6-1, 3-6, 6-3   |
| 2019年 | 全豪オープン   | ノバク・ジョコビッチ | ラファエル・ナダル   | 6-3, 6-2, 6-3             |
| 2019年 | ウィンブルドン | ノバク・ジョコビッチ | ロジャー・フェデラー | 7-6, 1-6, 7-6, 4-6, 13-12 |
| 2020年 | 全仏オープン   | ラファエル・ナダル   | ノバク・ジョコビッチ | 6-0, 6-2, 7-5             |

## 4大大会等の詳細成績
- ロジャー・フェデラーの4大大会成績
- ラファエル・ナダルの4大大会成績
- ノバク・ジョコビッチの4大大会成績
- アンディ・マリーの4大大会成績

略語の説明
| W | F | SF | QF | #R | RR | Q# | LQ | A | Z# | PO | G | S | B | NMS | P | NH |

W=優勝, F=準優勝, SF=ベスト4, QF=ベスト8, #R=#回戦敗退, RR=ラウンドロビン敗退, Q#=予選#回戦敗退, LQ=予選敗退, A=大会不参加, Z#=デビスカップ/BJKカップ地域ゾーン, PO=デビスカップ/BJKカッププレーオフ, G=オリンピック金メダル, S=オリンピック銀メダル, B=オリンピック銅メダル, NMS=マスターズシリーズから降格, P=開催延期, NH=開催なし.

### BIG4合計の成績
| 大会           | 1999 | 2000 | 2001 | 2002 | 2003 | 2004 | 2005 | 2006 | 2007 | 2008 | 2009 | 2010 | 2011 | 2012 | 2013 | 2014 | 2015 | 2016 | 2017 | 2018 | 2019 | 2020 | 2021 | 2022 | 2023 | 2024 | 2025 |
| -------------- | ---- | ---- | ---- | ---- | ---- | ---- | ---- | ---- | ---- | ---- | ---- | ---- | ---- | ---- | ---- | ---- | ---- | ---- | ---- | ---- | ---- | ---- | ---- | ---- | ---- | ---- | ---- |
| 全豪オープン   | LQ   | 3RF  | 3RF  | 4RF  | 4RF  | WF   | SFF  | WF   | WF   | WD   | WN   | W F  | WD   | WD   | WD   | FN   | WD   | WD   | WF   | WF   | WD   | WD   | WD   | WN   | WD   | SFD  | SFD  |
| 全仏オープン   | 1RF  | 4RF  | QFF  | 1RF  | 1RF  | 3RF  | WN   | WN   | WN   | WN   | WF   | WN   | WN   | WN   | WN   | WN   | FD   | WD   | WN   | WN   | WN   | WN   | WD   | WN   | WD   | QFD  | SFD  |
| ウィンブルドン | 1RF  | 1RF  | QFF  | 1RF  | WF   | WF   | WF   | WF   | WF   | WN   | WF   | WN   | WD   | WF   | WM   | WD   | WD   | WM   | WF   | WD   | WD   | NH   | WD   | WD   | FD   | FD   | SFD  |
| 全米オープン   | LQ   | 3RF  | 4RF  | 4RF  | 4RF  | WF   | WF   | WF   | WF   | WF   | F    | WN   | WD   | WM   | WN   | SFFD | WD   | FD   | WN   | WD   | WN   | 4RD  | FD   | 4RN  | WD   | 3RD  |      |

#### 全豪オープン
| 全豪オープン | 1999 | 2000 | 2001 | 2002 | 2003 | 2004 | 2005 | 2006 | 2007 | 2008 | 2009 | 2010 | 2011 | 2012 | 2013 | 2014 | 2015 | 2016 | 2017 | 2018 | 2019 | 2020 | 2021 | 2022 | 2023 | 2024 | 2025 | 通算成績 |
| ------------ | ---- | ---- | ---- | ---- | ---- | ---- | ---- | ---- | ---- | ---- | ---- | ---- | ---- | ---- | ---- | ---- | ---- | ---- | ---- | ---- | ---- | ---- | ---- | ---- | ---- | ---- | ---- | -------- |
| フェデラー   | LQ   | 3R   | 3R   | 4R   | 4R   | W    | SF   | W    | W    | SF   | F    | W    | SF   | SF   | SF   | SF   | 3R   | SF   | W    | W    | 4R   | SF   | A    | A    |      |      |      | 102–15   |
| ナダル       |      |      |      |      | A    | 3R   | 4R   | A    | QF   | SF   | W    | QF   | QF   | F    | A    | F    | QF   | 1R   | F    | QF   | F    | QF   | QF   | W    | 2R   | A    |      | 77–16    |
| ジョコビッチ |      |      |      |      |      |      | 1R   | 1R   | 4R   | W    | QF   | QF   | W    | W    | W    | QF   | W    | W    | 2R   | 4R   | W    | W    | W    | A    | W    | SF   | SF   | 99–10    |
| マリー       |      |      |      |      |      |      | A    | 1R   | 4R   | 1R   | 4R   | F    | F    | SF   | F    | QF   | F    | F    | 4R   | A    | 1R   | A    | A    | 2R   | 3R   | 1R   |      | 51–16    |

#### 全仏オープン
| 全仏オープン | 1999 | 2000 | 2001 | 2002 | 2003 | 2004 | 2005 | 2006 | 2007 | 2008 | 2009 | 2010 | 2011 | 2012 | 2013 | 2014 | 2015 | 2016 | 2017 | 2018 | 2019 | 2020 | 2021 | 2022 | 2023 | 2024 | 2025 | 通算成績 |
| ------------ | ---- | ---- | ---- | ---- | ---- | ---- | ---- | ---- | ---- | ---- | ---- | ---- | ---- | ---- | ---- | ---- | ---- | ---- | ---- | ---- | ---- | ---- | ---- | ---- | ---- | ---- | ---- | -------- |
| フェデラー   | 1R   | 4R   | QF   | 1R   | 1R   | 3R   | SF   | F    | F    | F    | W    | QF   | F    | SF   | QF   | 4R   | QF   | A    | A    | A    | SF   | A    | 4R   | A    |      |      |      | 73–17    |
| ナダル       |      |      |      |      | A    | A    | W    | W    | W    | W    | 4R   | W    | W    | W    | W    | W    | QF   | 3R   | W    | W    | W    | W    | SF   | W    | A    | 1R   |      | 112–4    |
| ジョコビッチ |      |      |      |      |      |      | 2R   | QF   | SF   | SF   | 3R   | QF   | SF   | F    | SF   | F    | F    | W    | QF   | QF   | SF   | F    | W    | QF   | W    | QF   | SF   | 101–17   |
| マリー       |      |      |      |      |      |      | A    | 1R   | A    | 3R   | QF   | 4R   | SF   | QF   | A    | SF   | SF   | F    | SF   | A    | A    | 1R   | A    | A    | A    | 1R   |      | 39–12    |

#### ウィンブルドン選手権
| ウィンブルドン | 1999 | 2000 | 2001 | 2002 | 2003 | 2004 | 2005 | 2006 | 2007 | 2008 | 2009 | 2010 | 2011 | 2012 | 2013 | 2014 | 2015 | 2016 | 2017 | 2018 | 2019 | 2020 | 2021 | 2022 | 2023 | 2024 | 2025 | 通算成績 |
| -------------- | ---- | ---- | ---- | ---- | ---- | ---- | ---- | ---- | ---- | ---- | ---- | ---- | ---- | ---- | ---- | ---- | ---- | ---- | ---- | ---- | ---- | ---- | ---- | ---- | ---- | ---- | ---- | -------- |
| フェデラー     | 1R   | 1R   | QF   | 1R   | W    | W    | W    | W    | W    | F    | W    | QF   | QF   | W    | 2R   | F    | F    | SF   | W    | QF   | F    | NH   | QF   | A    |      |      |      | 105–14   |
| ナダル         |      |      |      |      | 3R   | A    | 2R   | F    | F    | W    | A    | W    | F    | 2R   | 1R   | 4R   | 2R   | A    | 4R   | SF   | SF   | NH   | A    | SF   | A    | A    |      | 58–12    |
| ジョコビッチ   |      |      |      |      |      |      | 3R   | 4R   | SF   | 2R   | QF   | SF   | W    | SF   | F    | W    | W    | 3R   | QF   | W    | W    | NH   | W    | W    | F    | F    | SF   | 102–13   |
| マリー         |      |      |      |      |      |      | 3R   | 4R   | A    | QF   | SF   | SF   | SF   | F    | W    | QF   | SF   | W    | QF   | A    | A    | NH   | 3R   | 2R   | 2R   | A    |      | 61–13    |

#### 全米オープン
| 全米オープン | 1999 | 2000 | 2001 | 2002 | 2003 | 2004 | 2005 | 2006 | 2007 | 2008 | 2009 | 2010 | 2011 | 2012 | 2013 | 2014 | 2015 | 2016 | 2017 | 2018 | 2019 | 2020 | 2021 | 2022 | 2023 | 2024 | 通算成績 |
| ------------ | ---- | ---- | ---- | ---- | ---- | ---- | ---- | ---- | ---- | ---- | ---- | ---- | ---- | ---- | ---- | ---- | ---- | ---- | ---- | ---- | ---- | ---- | ---- | ---- | ---- | ---- | -------- |
| フェデラー   | LQ   | 3R   | 4R   | 4R   | 4R   | W    | W    | W    | W    | W    | F    | SF   | SF   | QF   | 4R   | SF   | F    | A    | QF   | 4R   | QF   | A    | A    | A    |      |      | 89–14    |
| ナダル       |      |      |      |      | 2R   | 2R   | 3R   | QF   | 4R   | SF   | SF   | W    | F    | A    | W    | A    | 3R   | 4R   | W    | SF   | W    | A    | A    | 4R   | A    | A    | 67–12    |
| ジョコビッチ |      |      |      |      |      |      | 3R   | 3R   | F    | SF   | SF   | F    | W    | F    | F    | SF   | W    | F    | A    | W    | 4R   | 4R   | F    | A    | W    | 3R   | 90–14    |
| マリー       |      |      |      |      |      |      | 2R   | 4R   | 3R   | F    | 4R   | 3R   | SF   | W    | QF   | QF   | 4R   | QF   | A    | 2R   | A    | 2R   | 1R   | 3R   | 2R   | A    | 49–16    |

詳細はグランドスラム男子シングルス優勝者一覧を参照。

### オリンピック
| オリンピック | 2000 | 2004 | 2008 | 2012 | 2016 | 2021 | 2024 | 通算成績 |
| ------------ | ---- | ---- | ---- | ---- | ---- | ---- | ---- | -------- |
| フェデラー   | 4th  | 2R   | QF   | S    | A    | A    |      | 13–5     |
| ナダル       |      | A    | G    | A    | 4th  | A    | 2R   | 11–3     |
| ジョコビッチ |      | A    | B    | 4th  | 1R   | 4th  | G    | 19–6     |
| マリー       |      |      | 1R   | G    | G    | A    | A    | 12–1     |

詳細はオリンピックのテニス競技・メダリスト一覧を参照。

### ATPファイナルズ
| ATPファイナルズ | 2002            | 2003            | 2004            | 2005            | 2006            | 2007            | 2008 | 2009 | 2010 | 2011 | 2012 | 2013 | 2014 | 2015 | 2016 | 2017            | 2018            | 2019            | 2020            | 2021            | 2022            | 2023            | 2024 | 通算成績 |
| --------------- | --------------- | --------------- | --------------- | --------------- | --------------- | --------------- | ---- | ---- | ---- | ---- | ---- | ---- | ---- | ---- | ---- | --------------- | --------------- | --------------- | --------------- | --------------- | --------------- | --------------- | ---- | -------- |
| フェデラー      | SF              | W               | W               | F               | W               | W               | RR   | SF   | W    | W    | F    | SF   | F    | F    | DNQ  | SF              | SF              | SF              | A               | DNQ             |                 |                 |      | 59–17    |
| ナダル          | Did Not Qualify | Did Not Qualify | Did Not Qualify | A               | SF              | SF              | A    | RR   | F    | RR   | A    | F    | A    | SF   | A    | RR              | A               | RR              | SF              | DNQ             | RR              | DNQ             | DNQ  | 21–18    |
| ジョコビッチ    |                 | Did Not Qualify | Did Not Qualify | Did Not Qualify | Did Not Qualify | RR              | W    | RR   | SF   | RR   | W    | W    | W    | W    | F    | DNQ             | F               | RR              | SF              | SF              | W               | W               | A    | 50–18    |
| マリー          |                 |                 |                 | Did Not Qualify | Did Not Qualify | Did Not Qualify | SF   | RR   | SF   | RR   | SF   | A    | RR   | RR   | W    | Did Not Qualify | Did Not Qualify | Did Not Qualify | Did Not Qualify | Did Not Qualify | Did Not Qualify | Did Not Qualify |      | 16–11    |

### ATPマスターズ1000のBIG4合計成績
| 大会                      | 1999       | 2000       | 2001       | 2002       | 2003       | 2004       | 2005       | 2006       | 2007       | 2008       | 2009       | 2010       | 2011       | 2012       | 2013       | 2014       | 2015       | 2016       | 2017       | 2018       | 2019       | 2020       | 2021       | 2022       | 2023       | 2024       | 2025       |
| ------------------------- | ---------- | ---------- | ---------- | ---------- | ---------- | ---------- | ---------- | ---------- | ---------- | ---------- | ---------- | ---------- | ---------- | ---------- | ---------- | ---------- | ---------- | ---------- | ---------- | ---------- | ---------- | ---------- | ---------- | ---------- | ---------- | ---------- | ---------- |
| ATPツアー・マスターズ1000 |            |            |            |            |            |            |            |            |            |            |            |            |            |            |            |            |            |            |            |            |            |            |            |            |            |            |            |
| インディアンウェルズ      | A          | Q1         | 1RF        | 3RF        | 2RF        | WF         | WF         | WF         | WN         | WD         | WN         | SFN        | WD         | WF         | WN         | WD         | WD         | WD         | WF         | F          | F          | NH         | 3RM        | FN         | 3RM        | 3RD        | 2RD        |
| マイアミ                  | 1RF        | 2RF        | QFF        | F          | QFF        | 4RN        | WF         | WF         | WD         | FN         | WM         | SFN        | WD         | WD         | WM         | WD         | WD         | WD         | WF         | 2RFD       | WF         | NH         | A          | 2RM        | 1RM        | 3RM        | FD         |
| モンテカルロ              | 1RF        | 1RF        | QFF        | 2RF        | 3RN        | A          | WN         | WN         | WN         | WN         | WN         | WN         | WN         | WN         | WD         | F          | WD         | WN         | WN         | WN         | SFN        | NH         | QFN        | 2RD        | 3RD        | SFD        | 2RD        |
| ハンブルク                | A          | 1RF        | 1RF        | WF         | 3RNF       | WF         | WF         | 2RMD       | WF         | WN         | マドリード | マドリード | マドリード | マドリード | マドリード | マドリード | マドリード | マドリード | マドリード | マドリード | マドリード | マドリード | マドリード | マドリード | マドリード | マドリード | マドリード |
| マドリード (クレー)       | ハンブルク | ハンブルク | ハンブルク | ハンブルク | ハンブルク | ハンブルク | ハンブルク | ハンブルク | ハンブルク | ハンブルク | WF         | WN         | WD         | WF         | WN         | WN         | WM         | WD         | WN         | QFN        | WD         | NH         | QFN        | SFD        | 1RM        | 4RN        | 2RD        |
| ローマ                    | A          | 1RF        | 3RF        | 1RF        | F          | 2RF        | WN         | WN         | WN         | WD         | WN         | WN         | WD         | WN         | WN         | WD         | WD         | WM         | FD         | WN         | WN         | WD         | WN         | WD         | QFD        | 3RD        | A          |
| カナダ                    | A          | 1RF        | A          | 1RF        | SFF        | WF         | WN         | WF         | WD         | WN         | WM         | WM         | WD         | WD         | WN         | F          | WM         | WD         | F          | WN         | WN         | NH         | A          | 1RM        | 3RM        | A          | A          |
| シンシナティ              | A          | 1RF        | A          | 1RF        | 2RF        | 1RFN       | WF         | QFNM       | WF         | WM         | WF         | WF         | WM         | WF         | WN         | WF         | WF         | FM         | QFN        | WD         | SFD        | WD         | 2RM        | 2RNM       | WD         | A          | A          |
| マドリード (ハード)       | A          | 2RF        | 2RF        | QFF        | SFF        | 2RN        | WN         | WF         | F          | WM         | 上海       | 上海       | 上海       | 上海       | 上海       | 上海       | 上海       | 上海       | 上海       | 上海       | 上海       | 上海       | 上海       | 上海       | 上海       | 上海       | 上海       |
| 上海                      | マドリード | マドリード | マドリード | マドリード | マドリード | マドリード | マドリード | マドリード | マドリード | マドリード | FN         | WM         | WM         | WD         | WD         | WF         | WD         | WM         | WF         | WD         | QFDF       | Not Held   | Not Held   | Not Held   | 1RM        | FD         |            |
| パリ                      | A          | 1RF        | 2RF        | QFF        | QFF        | A          | 3RD        | 3RM        | FN         | QFNF       | WD         | SFF        | WF         | 3RM        | WD         | WD         | WD         | WM         | QFN        | FD         | WD         | SFN        | WD         | FD         | WD         | A          |            |

- ハンブルク・マスターズは2009年からATPツアー500に降格。

### デビスカップ
| 大会         | 1999 | 2000 | 2001 | 2002 | 2003 | 2004 | 2005 | 2006 | 2007  | 2008 | 2009 | 2010 | 2011 | 2012 | 2013 | 2014 | 2015 | 2016 | 2017 | 2018 | 2019 | 2020–21 | 2022 | 2023 | 2024 |
| ------------ | ---- | ---- | ---- | ---- | ---- | ---- | ---- | ---- | ----- | ---- | ---- | ---- | ---- | ---- | ---- | ---- | ---- | ---- | ---- | ---- | ---- | ------- | ---- | ---- | ---- |
| デビスカップ | QFF  | 1RF  | QFF  | 1RF  | SFF  | WN   | 1RFN | 1RFN | PODFM | WN   | WN   | WD   | WN   | 1RF  | FD   | WF   | WM   | SFM  | SFD  | SFN  | WN   | SFD     | RRM  | SFD  | QFN  |

### 生涯賞金額ランキング
|    | 選手                 |
| -- | -------------------- |
| 1. | ノバク・ジョコビッチ |
| 2. | ラファエル・ナダル   |
| 3. | ロジャー・フェデラー |
| 4. | アンディ・マリー     |
| 5. | ピート・サンプラス   |

（2024年1月29日現在）

## 世界ランキング

### 世界ランキング1位推移(2004年以降)
| 在位年                                                         | 在位月日           | 在位者         |
| -------------------------------------------------------------- | ------------------ | -------------- |
| 2004年                                                         | 1月1日 - 2月1日    | ロディック     |
| (同上)                                                         | 2月2日 - 12月31日  | フェデラー     |
| 2005年                                                         | 1月1日 - 12月31日  | フェデラー     |
| 2006年                                                         | 1月1日 - 12月31日  | フェデラー     |
| 2007年                                                         | 1月1日 - 12月31日  | フェデラー     |
| 2008年                                                         | 1月1日 - 8月17日   | フェデラー     |
| (同上)                                                         | 8月18日 - 12月31日 | ナダル         |
| 2009年                                                         | 1月1日 - 7月5日    | ナダル         |
| (同上)                                                         | 7月6日 - 12月31日  | フェデラー     |
| 2010年                                                         | 1月1日 - 6月6日    | フェデラー     |
| (同上)                                                         | 6月7日 - 12月31日  | ナダル         |
| 2011年                                                         | 1月1日 - 7月3日    | ナダル         |
| (同上)                                                         | 7月4日 - 12月31日  | ジョコビッチ   |
| 2012年                                                         | 1月1日 - 7月8日    | ジョコビッチ   |
| (同上)                                                         | 7月9日 - 11月4日   | フェデラー     |
| (同上)                                                         | 11月5日 - 12月31日 | ジョコビッチ   |
| 2013年                                                         | 1月1日 - 10月5日   | ジョコビッチ   |
| (同上)                                                         | 10月6日 - 12月31日 | ナダル         |
| 2014年                                                         | 1月1日 - 7月6日    | ナダル         |
| (同上)                                                         | 7月7日 - 12月31日  | ジョコビッチ   |
| 2015年                                                         | 1月1日 - 12月31日  | ジョコビッチ   |
| 2016年                                                         | 1月1日 - 11月6日   | ジョコビッチ   |
| (同上)                                                         | 11月7日 - 12月31日 | マリー         |
| 2017年                                                         | 1月1日 - 8月20日   | マリー         |
| (同上)                                                         | 8月21日 - 12月31日 | ナダル         |
| 2018年                                                         | 1月1日 - 2月18日   | ナダル         |
| (同上)                                                         | 2月19日 - 4月1日   | フェデラー     |
| (同上)                                                         | 4月2日 - 5月13日   | ナダル         |
| (同上)                                                         | 5月14日 - 5月20日  | フェデラー     |
| (同上)                                                         | 5月21日 - 6月17日  | ナダル         |
| (同上)                                                         | 6月18日 - 6月24日  | フェデラー     |
| (同上)                                                         | 6月25日 - 11月4日  | ナダル         |
| (同上)                                                         | 11月5日 - 12月31日 | ジョコビッチ   |
| 2019年                                                         | 1月1日 - 11月3日   | ジョコビッチ   |
| (同上)                                                         | 11月4日 - 12月31日 | ナダル         |
| 2020年                                                         | 1月1日 - 2月2日    | ナダル         |
| (同上)                                                         | 2月3日 - 3月22日   | ジョコビッチ   |
| 新型コロナウイルスの影響のためランキング凍結 3月23日 - 8月23日 |                    |                |
| 2020年                                                         | 8月24日 - 12月31日 | ジョコビッチ   |
| 2021年                                                         | 1月1日 - 12月31日  | ジョコビッチ   |
| 2022年                                                         | 1月1日 - 2月27日   | ジョコビッチ   |
| (同上)                                                         | 2月28日 - 3月20日  | メドベージェフ |
| (同上)                                                         | 3月21日 - 6月12日  | ジョコビッチ   |
| (同上)                                                         | 6月13日 - 9月11日  | メドベージェフ |
| (同上)                                                         | 9月12日 - 12月31日 | アルカラス     |
| 2023年                                                         | 1月1日 - 1月29日   | アルカラス     |
| (同上)                                                         | 1月30日 - 3月19日  | ジョコビッチ   |
| (同上)                                                         | 3月20日 - 4月2日   | アルカラス     |
| (同上)                                                         | 4月3日 - 5月7日    | ジョコビッチ   |
| (同上)                                                         | 5月8日 - 6月11日   | アルカラス     |
| (同上)                                                         | 6月12日 - 6月25日  | ジョコビッチ   |
| (同上)                                                         | 6月26日 - 9月10日  | アルカラス     |
| (同上)                                                         | 9月11日 - 12月31日 | ジョコビッチ   |
| 2024年                                                         | 1月1日 - 6月9日    | ジョコビッチ   |
| (同上)                                                         | 6月10日 - 12月31日 | シナー         |
| 2025年                                                         | 1月1日 - 現在      | シナー         |

- 世界ランキング1位在位累計（2024年6月10日現在）：ジョコビッチ428週、フェデラー310週、ナダル209週、マリー41週[28][29]
- 2023年全豪オープン優勝をもって、当時世界ランキング5位であったジョコビッチは1位になった。過去に5位から翌週に1位になった例はなく、これまでで最も大きな上がり幅になる。

### 年間最終世界ランキング
| 選手         | 1998 | 1999 | 2000 | 2001 | 2002 | 2003 | 2004 | 2005 | 2006 | 2007 | 2008 | 2009 | 2010 | 2011 | 2012 | 2013 | 2014 | 2015 | 2016 | 2017 | 2018 | 2019 | 2020 | 2021 | 2022 | 2023 | 2024 |
| ------------ | ---- | ---- | ---- | ---- | ---- | ---- | ---- | ---- | ---- | ---- | ---- | ---- | ---- | ---- | ---- | ---- | ---- | ---- | ---- | ---- | ---- | ---- | ---- | ---- | ---- | ---- | ---- |
| フェデラー   | 301  | 64   | 29   | 13   | 6    | 2    | 1    | 1    | 1    | 1    | 2    | 1    | 2    | 3    | 2    | 6    | 2    | 3    | 16   | 2    | 3    | 3    | 5    | 16   |      |      |      |
| ナダル       |      |      |      | 811  | 200  | 49   | 51   | 2    | 2    | 2    | 1    | 2    | 1    | 2    | 4    | 1    | 3    | 5    | 9    | 1    | 2    | 1    | 2    | 6    | 2    | 670  |      |
| ジョコビッチ |      |      |      |      |      | 679  | 186  | 78   | 16   | 3    | 3    | 3    | 3    | 1    | 1    | 2    | 1    | 1    | 2    | 12   | 1    | 2    | 1    | 1    | 5    | 1    | 7    |
| マリー       |      |      |      |      |      | 540  | 411  | 63   | 17   | 11   | 4    | 4    | 4    | 4    | 3    | 4    | 6    | 2    | 1    | 17   | 240  | 125  | 121  | 134  | 49   | 42   |      |

#### 年齢別ランキング
| 選手         | 15  | 16  | 17  | 18 | 19 | 20 | 21 | 22 | 23 | 24 | 25 | 26 | 27 | 28 | 29 | 30 | 31  | 32  | 33  | 34  | 35 | 36 | 37  | 38 | 39 | 40 |
| ------------ | --- | --- | --- | -- | -- | -- | -- | -- | -- | -- | -- | -- | -- | -- | -- | -- | --- | --- | --- | --- | -- | -- | --- | -- | -- | -- |
| フェデラー   |     |     | 301 | 64 | 29 | 13 | 6  | 2  | 1  | 1  | 1  | 1  | 2  | 1  | 2  | 3  | 2   | 6   | 2   | 3   | 16 | 2  | 3   | 3  | 5  | 16 |
| ナダル       | 811 | 200 | 49  | 51 | 2  | 2  | 2  | 1  | 2  | 1  | 2  | 4  | 1  | 3  | 5  | 9  | 1   | 2   | 1   | 2   | 6  | 2  | 670 |    |    |    |
| ジョコビッチ |     | 679 | 186 | 78 | 16 | 3  | 3  | 3  | 3  | 1  | 1  | 2  | 1  | 1  | 2  | 12 | 1   | 2   | 1   | 1   | 5  | 1  | 7   |    |    |    |
| マリー       |     | 540 | 411 | 63 | 17 | 11 | 4  | 4  | 4  | 4  | 3  | 4  | 6  | 2  | 1  | 16 | 240 | 125 | 121 | 134 | 49 | 42 |     |    |    |    |

## BIG4合計記録

### 4人全員
- グランドスラム過去80大会中68回優勝 (2024年全豪オープンまで)
- グランドスラム過去80大会中74回決勝進出 (2024年全豪オープンまで)
- 4人全員が全てのグランドスラムの決勝に進出
  - マリーのみ全豪、全仏での優勝がない
- ウィンブルドン2003年から2022年まで連覇 (19タイトル)
- 4人全員がウィンブルドン選手権で2回以上優勝
  - フェデラー8回、ジョコビッチ7回、ナダルとマリーが2回
- グランドスラム準決勝に4人全員進出4回 (2008年全米、2011年全仏、2011年全米、2012年全豪)
- 4人ともオリンピック金メダル獲得
  - マリーはシングルスで連覇、ナダルはシングルスとダブルスで1つずつ、ジョコビッチはシングルスのみ、フェデラーはダブルスのみ
- 4人全員がオリンピックのシングルス決勝に進出
- マスターズ1000では現行制度となった2009年以降2022年までの118大会中84回優勝
- グランドスラム、マスターズ1000、ATPファイナルズのすべての大会で優勝 (2011年)
- 年間最終世界ランキングトップ4を5年間独占 (2008-2012)
- 4人全員が世界ランキング1位を経験
- 2004年2月から2022年3月まで世界ランキング1位を4人で独占
- 2005年7月から2021年3月まで世界ランキング2位も独占
- 3位も2007年8月から2013年7月まで独占
- 4人全員BBCスポーツ・パーソナリティ賞、アーサー・アッシュ ヒューマニタリアン賞を受賞
- 4人全員グランドスラムベスト8に11回以上連続で進出
- 4人全員が9つのマスターズすべてベスト4以上に進出経験
- 4人全員デビスカップで優勝
- 生涯獲得賞金額トップ4独占

### 4人中3人

#### フェデラー・ナダル・ジョコビッチ
- 3人ともキャリアグランドスラム達成
- 3人とも世界ランキング1位に通算200週以上在位
- 3人ともグランドスラム勝利数300以上、TOP3独占
- すべてのグランドスラム決勝に5回以上進出、1回以上は連続進出。
- 世界ランキングトップ3独占5年連続8年 (2007-2011, 2014, 2018-2019)
- それぞれがグランドスラム20勝以上
- それぞれが年間でグランドスラム3冠
- それぞれがグランドスラム1大会4連覇
- それぞれがグランドスラム決勝で勝利 (全豪2018フェデラーbtチリッチ、全仏2018ナダルbtティーム、WB2018ジョコビッチbtアンダーソン＋全米2018ジョコビッチbtデル・ポトロ)
- それぞれがグランドスラム1大会で全試合先にサービスを選択 (又はさせられ)、優勝
- それぞれが30歳以上でグランドスラム優勝
- それぞれがグランドスラム1大会8回以上優勝
- それぞれが年間11タイトル以上獲得
- それぞれがグランドスラムのオープン化以降の最多優勝記録を保持 (フェデラーWB(8回)と全米(5回)、ナダル全仏(14回)、ジョコビッチ全豪(10回))
- 2004年全豪オープンから20回中18回優勝(2024年まで)
- 2005年全仏オープンから19回中18回優勝(2023年まで)
- 全員がATP最優秀選手賞、ITFワールドチャンピオン、ローレウス世界スポーツ賞、ESPY最優秀選手賞を受賞。
- マスターズ1000で9大会中8大会優勝 (2012年)
- マスターズ1000で9大会中7大会優勝 (2007年、2014年)
- オープン化以降のグランドスラム歴代優勝回数トップ3を独占
- オープン化以降のマスターズ1000優勝回数・勝利数トップ3も独占
- それぞれが他の2人を1回以上グランドスラム決勝で勝利
- それぞれがマスターズ1000の9大会すべてに決勝進出経験

#### ナダル・ジョコビッチ・マリー
- グランドスラム、マスターズ1000、ATPファイナルズのすべての大会で優勝 (2013年)
- 3人ともオリンピックでシングルス金メダル獲得

#### ジョコビッチ・マリー・フェデラー
- ATPファイナルズ過去20大会中13大会で優勝
- マスターズ1000で9大会すべて優勝 (2015年)

### 4人中2人

#### フェデラーとナダル
- 全仏オープン10連覇
- グランドスラム1大会で5連覇
- サーフェスの連続勝利記録を保持。ナダルはクレーで81連勝、フェデラーは芝で65連勝・ハードで56連勝 (クレー、芝、ハードそれぞれの連勝記録を止めたのは、フェデラーとナダル)
- オリンピック男子ダブルスで金メダル獲得 (フェデラーは北京オリンピックでスタニスラス・ワウリンカと、ナダルはリオデジャネイロオリンピックでマルク・ロペスと)
- ある年のグランドスラムを二人で分け合うこと4度 (2006 «F,N,F,F», 2007 «F,N,F,F», 2010 «F,N,N,N», 2017 «F,N,F,N»)

#### フェデラーとジョコビッチ
- 世界ランキング1位に通算300週以上在位
- グランドスラム準決勝に14回以上連続で進出経験
- ハードコートのマスターズ1000で最多優勝
- 全豪オープン5回以上優勝
- ATPファイナルズ6回以上優勝
- マスターズ1000で同一大会ストレート勝ちかつ全てサービスキープして優勝
- マスターズ1000インディアンウェルズで最多優勝。さらに2人とも同じ年に全豪とインディアンウェルズとマイアミ3大会連続優勝達成。過去にサンプラス、アガシの2人も1回達成してるが、2回以上達成してるのはこの2人のみ

#### ジョコビッチとナダル
- ダブルキャリアグランドスラム達成
- マスターズ1000全9大会連続優勝 (2013年モンテカルロから2014年マイアミまで)
- グランドスラム1大会10回以上優勝（ジョコビッチが全豪、ナダルが全仏）

#### ナダルとマリー
- オリンピック3大会連続金メダル獲得
- ウィンブルドン大会とオリンピックの二冠達成 (ナダルは2008年、マリーは2016年)
- グランドスラム18大会連続決勝進出 (2010年全豪から2014年全仏まで。しかしこの2人が決勝で対戦したことはない)

#### フェデラーとマリー
- 四大大会すべてで準優勝経験あり

## その他記録
- (フェデラー/ナダル)は、2005年7月から2009年8月17日までATPツアーランキングの上位2位をこの2人で独占し、6シーズントップを占め続けたペアである(フェデラーは2004年2月から237週連続で1位に在位し、5歳下のナダルは2005年7月に2位になった後、2008年8月にフェデラーを抜いて1位になるまで160週連続で2位に在位)。過去このように長期間上位2位を完全に占め続けたペアは存在しない。
- (ジョコビッチ/ナダル)、(フェデラー/ジョコビッチ)、(ナダル/フェデラー)、(ジョコビッチ/マリー)は、対戦数で歴代1位、2位、3位、4位となるペアである。2024年7月29日現在、ジョコビッチ/ナダルは60回(ジョコビッチ31勝vsナダル29勝)、フェデラー/ジョコビッチは50回(フェデラー23勝vsジョコビッチ27勝)、ナダル/フェデラーは40回(ナダル24勝vsフェデラー16勝)、ジョコビッチ/マリーは36回(ジョコビッチ25勝vsマリー11勝)である。なお、レンドル/マッケンローのペアが歴代4位タイの対戦回数36回である。

## 受賞歴
| 賞                                        | 2004 | 2005 | 2006 | 2007 | 2008 | 2009 | 2010 | 2011 | 2012 | 2013 | 2014 | 2015 | 2016 | 2017 | 2018 | 2019 | 2020 | 2021 | 2022 | 2023 |
| ----------------------------------------- | ---- | ---- | ---- | ---- | ---- | ---- | ---- | ---- | ---- | ---- | ---- | ---- | ---- | ---- | ---- | ---- | ---- | ---- | ---- | ---- |
| ATPアワード                               |      |      |      |      |      |      |      |      |      |      |      |      |      |      |      |      |      |      |      |      |
| ATP最優秀選手賞                           | F    | F    | F    | F    | N    | F    | N    | D    | D    | N    | D    | D    | M    | N    | D    | N    | D    | D    |      | D    |
| 躍進賞                                    |      | N    | D    | D    |      |      |      |      |      |      |      |      |      |      |      |      |      |      |      |      |
| カムバック賞                              |      |      |      |      |      |      |      |      |      | N    |      |      |      | F    | D    | M    |      |      |      |      |
| ファン投票                                | F    | F    | F    | F    | F    | F    | F    | F    | F    | F    | F    | F    | F    | F    | F    | F    | F    | F    | N    |      |
| スポーツマンシップ賞                      | F    | F    | F    | F    | F    | F    | N    | F    | F    | F    | F    | F    | F    | F    | N    | N    | N    | N    |      |      |
| アーサー・アッシュ ヒューマニタリアン賞   |      |      | F    |      |      |      |      | N    | D    | F    | M    |      |      |      |      |      |      |      | M    |      |
| ITFワールドチャンピオン                   |      |      |      |      |      |      |      |      |      |      |      |      |      |      |      |      |      |      |      |      |
| 男子シングルス                            | F    | F    | F    | F    | N    | F    | N    | D    | D    | D    | D    | D    | M    | N    | D    | N    | −    | D    | N    | D    |
| ESPY賞                                    |      |      |      |      |      |      |      |      |      |      |      |      |      |      |      |      |      |      |      |      |
| ベスト・インターナショナル・アスリート    |      |      |      | F    | N    |      |      |      |      |      |      |      |      |      |      |      |      |      |      |      |
| 最優秀男子テニス選手                      |      | F    | F    | F    | F    | F    | F    | N    | D    | D    | N    | D    | D    | F    | F    | F    | −    | D    | N    | D    |
| BBCスポーツ・パーソナリティ賞             |      |      |      |      |      |      |      |      |      |      |      |      |      |      |      |      |      |      |      |      |
| ワールドスポーツスター賞                  | F    |      | F    | F    |      |      | N    | D    |      |      |      |      |      | F    |      |      |      |      |      |      |
| レキップ チャンピオンオブ・チャンピオン賞 |      |      |      |      |      |      |      |      |      |      |      |      |      |      |      |      |      |      |      |      |
| 国際賞                                    |      | F    | F    | F    |      |      | N    |      |      | N    |      |      |      | N    |      | N    |      | D    |      | D    |
| 国際賞                                    | F    | F    | F    | F    |      |      | N    |      |      | N    |      |      |      |      |      | N    |      | D    |      | D    |
| ガゼッタ・デロ・スポルト                  |      |      |      |      |      |      |      |      |      |      |      |      |      |      |      |      |      |      |      |      |
| 世界スポーツマン賞                        |      | F    | F    | F    |      |      |      |      |      |      |      |      |      | F    |      |      |      |      |      |      |
| ローレウス世界スポーツ賞                  |      |      |      |      |      |      |      |      |      |      |      |      |      |      |      |      |      |      |      |      |
| スポーツマン賞                            |      | F    | F    | F    | F    |      |      | N    | D    |      |      | D    | D    |      | F    | D    |      | N    |      |      |
| ブレイクスルー賞                          |      |      | N    |      |      |      |      |      |      | M    |      |      |      |      |      |      |      |      |      |      |
| カムバック賞                              |      |      |      |      |      |      |      |      |      |      | N    |      |      |      | F    |      |      |      |      |      |

## 他の世代のBIG4
- 四銃士（ジャン・ボロトラ、ジャック・ブルニョン、アンリ・コシェ、ルネ・ラコステ）

20年代頃 グランドスラム優勝シングルス20回・ダブルス19回
- ロッド・レーバー、ケン・ローズウォール、ロイ・エマーソン、ジョン・ニューカム

50年代から60年代頃。グランドスラム優勝38回、プロスラム優勝23回
- ビョルン・ボルグ、ジミー・コナーズ、ジョン・マッケンロー、イワン・レンドル

70年代から80年代頃。グランドスラム優勝34回
- アンドレ・アガシ、ピート・サンプラス、ボリス・ベッカー、ステファン・エドベリ

80年代中頃から90年代頃。グランドスラム優勝34回
2024年全豪オープン終了時点でBIG4はすでにグランドスラム優勝69回にグランドスラム準優勝39回と、他の世代と比べても圧倒的に傑出していることが分かる。

## BIG4 vs 他選手
BIG4時代(2004年〜2024年)のグランドスラム優勝者
- ガストン・ガウディオ - 2004年全仏
- マラト・サフィン - 2000年全米・2005年全豪
- フアン・マルティン・デル・ポトロ - 2009年全米
- スタン・ワウリンカ - 2014年全豪・2015年全仏・2016年全米
- マリン・チリッチ - 2014年全米
- ドミニク・ティーム - 2020年全米
- ダニール・メドベージェフ - 2021年全米
- カルロス・アルカラス - 2022年全米・2023年ウィンブルドン・2024年全仏・2024ウィンブルドン
- ヤニック・シナー - 2024年全豪・2024全米

グランドスラムでBIG4全員に勝利経験のある選手
- ジョー＝ウィルフリード・ツォンガ
- トマーシュ・ベルディハ
- スタン・ワウリンカ

グランドスラムでBIG4内3人に勝利経験のある選手
- アンディ・ロディック -  フェデラーに未勝利のまま引退
- フェルナンド・ベルダスコ-  フェデラーに未勝利のままフェデラーが引退
- マリン・チリッチ -  ジョコビッチに未勝利
- ステファノス・チチパス -  ジョコビッチに未勝利

1大会でBIG4内3人に勝利した選手
- ダビド・ナルバンディアン - 2007年マドリード・マスターズ - 準々決勝  ナダル・準決勝  ジョコビッチ・決勝  フェデラー
- ジョー＝ウィルフリード・ツォンガ - 2014年ロジャーズ・カップ - 3回戦  ジョコビッチ・準々決勝  マリー・決勝  フェデラー

グランドスラムの決勝戦まで進みながらBIG4に敗退し未だ優勝経験のない選手
- キャスパー・ルード -  自己最高世界ランキング2位
  - 2022年 全仏 -  ナダル
  - 2022年 全米 -  アルカラス (アルカラスのグランドスラム初優勝)
  - 2023年 全仏 -  ジョコビッチ
- ダビド・フェレール - 自己最高世界ランキング3位、2019年引退
  - 2013年 全仏 -  ナダル
- ミロシュ・ラオニッチ - 自己最高世界ランキング3位
  - 2016年 ウィンブルドン -  マリー
- ステファノス・チチパス - 自己最高世界ランキング3位
  - 2021年 全仏 - ジョコビッチ
  - 2023年 全豪 -  ジョコビッチ
- ロビン・セーデリング - 自己最高世界ランキング4位、2015年引退
  - 2009年 全仏 -  フェデラー
  - 2010年 全仏 -  ナダル
- トマーシュ・ベルディハ - 自己最高世界ランキング4位、2019年引退
  - 2010年 ウィンブルドン -  ナダル
- フェルナンド・ゴンサレス - 自己最高世界ランキング5位、2012年引退
  - 2007年 全豪 -  フェデラー
- ジョー＝ウィルフリード・ツォンガ - 自己最高世界ランキング5位、2022年引退
  - 2008年 全豪 -  ジョコビッチ (ジョコビッチのグランドスラム初優勝)
- ケビン・アンダーソン - 自己最高世界ランキング5位、2022年引退
  - 2017年 全米 -  ナダル
  - 2018年 ウィンブルドン -  ジョコビッチ
- マッテオ・ベレッティーニ -  自己最高世界ランキング6位
  - 2021年 ウィンブルドン -  ジョコビッチ
- マルコス・バグダティス - 自己最高世界ランキング8位、2019年引退
  - 2006年 全豪 -  フェデラー
- マーク・フィリプーシス - 自己最高世界ランキング8位、2006年引退
  - 2003年 ウィンブルドン -  フェデラー (フェデラーのグランドスラム初優勝)
- マリアノ・プエルタ - 自己最高世界ランキング9位、2009年引退
  - 2005年 全仏 -  ナダル (ナダルのグランドスラム初優勝)
- ニック・キリオス - 自己最高世界ランキング13位
  - 2022年 ウィンブルドン -  ジョコビッチ

その他BIG4時代(2004〜2024年)のグランドスラム準優勝者(優勝経験なし)
- ギリェルモ・コリア - 自己最高世界ランキング3位
  - 2004年 全仏 -  ガウディオ (ガウディオのグランドスラム初優勝)
- 錦織圭 - 自己最高世界ランキング4位
  - 2014年 全米 -  チリッチ (チリッチのグランドスラム初優勝)
- アレクサンダー・ズベレフ - 自己最高世界ランキング2位
  - 2020年 全米 -  ティーム (ティームのグランドスラム初優勝)
  - 2024年 全仏 -  アルカラス
  - 2025年 全豪-  シナー
- テイラー・フリッツ -  自己最高世界ランキング5位
  - 2024年 全米 -  シナー

BIG4全員に勝利経験がある選手
- アンディ・ロディック
- ニコライ・ダビデンコ
- イワン・リュビチッチ
- ダビド・ナルバンディアン
- スタン・ワウリンカ
- マリン・チリッチ
- フアン・マルティン・デル・ポトロ
- ドミニク・ティーム
- グリゴール・ディミトロフ
- ステファノス・チチパス
- アレクサンダー・ズベレフ
- 錦織圭
- トマーシュ・ベルディハ
- ロビン・セーデリング
- フェルナンド・ゴンサレス
- ジョー＝ウィルフリード・ツォンガ
- アンドレイ・ルブレフ
- フェリックス・オジェ＝アリアシム
- ジル・シモン
- マリオ・アンチッチ
- ジョン・イスナー
- アルノー・クレマン
- ニック・キリオス

太字は現役選手

### BIG4以外のグランドスラム決勝記録
赤色は優勝。青色は準優勝。太字'は大会中BIG4に勝利した選手。
| 年     | 全豪オープン                       | 全仏オープン                 | ウィンブルドン           | 全米オープン                       |
| ------ | ---------------------------------- | ---------------------------- | ------------------------ | ---------------------------------- |
| 2003年 | アンドレ・アガシ                   | フアン・カルロス・フェレーロ | マーク・フィリプーシス   | アンディ・ロディック               |
| 2003年 | ライナー・シュットラー             | マルティン・フェルカーク     | マーク・フィリプーシス   | フアン・カルロス・フェレーロ       |
| 2004年 | マラト・サフィン                   | ガストン・ガウディオ         | アンディ・ロディック     | レイトン・ヒューイット             |
| 2004年 | マラト・サフィン                   | ギリェルモ・コリア           | アンディ・ロディック     | レイトン・ヒューイット             |
| 2005年 | マラト・サフィンDF                 | マリアノ・プエルタ           | アンディ・ロディック     | アンドレ・アガシ                   |
| 2005年 | レイトン・ヒューイットN            | マリアノ・プエルタ           | アンディ・ロディック     | アンドレ・アガシ                   |
| 2006年 | マルコス・バグダティス             |                              |                          | アンディ・ロディック               |
| 2007年 | フェルナンド・ゴンサレスN          |                              |                          |                                    |
| 2008年 | ジョー＝ウィルフリード・ツォンガMN |                              |                          |                                    |
| 2009年 |                                    | ロビン・セーデリングN        | アンディ・ロディックM    | フアン・マルティン・デル・ポトロNF |
| 2010年 |                                    | ロビン・セーデリングF        | トマーシュ・ベルディハFD |                                    |
| 2011年 |                                    |                              |                          |                                    |
| 2012年 |                                    |                              |                          |                                    |
| 2013年 |                                    | ダビド・フェレール           |                          |                                    |
| 2014年 | スタン・ワウリンカDN               |                              |                          | マリン・チリッチF                  |
| 2014年 | スタン・ワウリンカDN               | 錦織圭D                      |                          |                                    |
| 2015年 |                                    | スタン・ワウリンカFD         |                          |                                    |
| 2016年 |                                    |                              | ミロシュ・ラオニッチF    | スタン・ワウリンカD                |
| 2017年 |                                    | スタン・ワウリンカM          | マリン・チリッチ         | ケビン・アンダーソン               |
| 2018年 | マリン・チリッチN                  | ドミニク・ティーム           | ケビン・アンダーソンF    | フアン・マルティン・デル・ポトロN  |
| 2019年 |                                    | ドミニク・ティームD          |                          | ダニール・メドベージェフ           |
| 2020年 | ドミニク・ティームN                |                              | 中止                     | ドミニク・ティーム                 |
| 2020年 | ドミニク・ティームN                | アレクサンダー・ズベレフ     | 中止                     |                                    |
| 2021年 | ダニール・メドベージェフ           | ステファノス・チチパス       | マッテオ・ベレッティーニ | ダニール・メドベージェフD          |
| 2022年 | ダニール・メドベージェフ           | キャスパー・ルード           | ニック・キリオス         | カルロス・アルカラス               |
| 2022年 | ダニール・メドベージェフ           | キャスパー・ルード           | ニック・キリオス         | キャスパー・ルード                 |
| 2023年 | ステファノス・チチパス             | キャスパー・ルード           | カルロス・アルカラスD    | ダニール・メドベージェフ           |
| 2024年 | ヤニック・シナーD                  | カルロス・アルカラス         | カルロス・アルカラスD    | ヤニック・シナー                   |
| 2024年 | ダニール・メドベージェフ           | アレクサンダー・ズベレフN    | カルロス・アルカラスD    | テイラー・フリッツ                 |

### その他ビッグタイトル保持者

#### 世界ランク1位
フェデラーが初めて1位になった2004年から、ジョコビッチが最後に1位だった2024年まで 
- アンディ・ロディック - 2003年11月3日、13週
- ダニール・メドベージェフ - 2022年2月28日、16週
- カルロス・アルカラス - 2022年9月12日、36週、2022年年間最終1位
- ヤニック・シナー - 2024年6月10日、33週 、2024年年間最終1位

#### ATPファイナルズ
フェデラーが初出場した2002年以降 
- レイトン・ヒューイット - 2002年
- ダビド・ナルバンディアン - 2005年
- ニコライ・ダビデンコ - 2009年
- グリゴール・ディミトロフ - 2017年
- アレクサンダー・ズベレフ - 2018, 2021年
- ステファノス・チチパス - 2019年
- ダニール・メドベージェフ - 2020年
- ヤニック・シナー - 2024年

#### オリンピック
フェデラーが世界ランク1位として最初に出場した2004年アテネオリンピックから2024年パリオリンピックまで
- ニコラス・マスー - 2004アテネ五輪
- アレクサンダー・ズベレフ - 2021東京五輪